# Свети Димитър (Брусник)
Вижте пояснителната страница за други значения на Свети Димитър.
„Свети Димитър“ или „Свети Димитрий“ (на македонска литературна норма: „Свети Димитар“, „Свети Димитриј“) е възрожденска православна църква в битолското село Брусник, Северна Македония. Църквата е под управлението на Преспанско-Пелагонийската епархия на Македонска православна църква – Охридска архиепископия.
Църквата е гробищен храм, построен на доминантна височина с гледка към Пелагония в югозападния край на селото. Разположена е в заграден двор, в който се влиза през църковната порта. Веднага след нея е камбанарията. Храмът трикорабен, с петстранна апсида на изток и тремове от северната и западната страна. Главните входове са от север – един за наоса и един за нартекса. Вътрешността на наоса е разделена на три кораба с два реда от по пет колони. Над централния кораб има полукръгъл свод, а таваните на страничните са равни с дървени дъски. Нартексът е с три стъпала над нивото на наоса. В храма няма стенописи.
Храмът е от първата половина на ΧΙΧ век, но пострадва силно по време на Първата световна война. Обновена е от 1922 до 1926 година, от когато са и иконите и иконостасът.